# Víctor Pizarro
Víctor Manuel Pizarro Espinoza  (Santiago, Chile, 16 de abril de 1950 -) es un exfutbolista chileno, jugaba de delantero.

## Trayectoria
Comenzó jugando en 1972 en Santiago Morning, donde consiguió el título de Segunda División 1974, logrando así el ascenso de categoría. En el campeonato de Primera División de 1975 logró ser el goleador al marcar 27 goles. Jugó junto al extraordinario futbolista uruguayo Luis Cubilla.
En 1976 es fichado por Unión Española, donde es subcampeón y en 1977 alcanza el título de Primera División y el subcampeonato de la Copa Chile, además es convocado a la selección nacional.
En 1978 llega a O'Higgins, bajo la dirección técnica de Luis Santibáñez finalizan terceros tras el campeón Palestino y Cobreloa, logran ganar la Liguilla Pre-Libertadores frente a Unión Española, en Copa Libertadores Pizarro anota en la igualdad 1:1 frente a Portuguesa de Venezuela. En 1979 ganan nuevamente la Liguilla Pre-Libertadores, esta vez frente a Universidad de Chile.

## Selección nacional
Fue internacional con la selección de fútbol de Chile 3 veces, todos sus partidos fueron por la Copa Juan Pinto Durán, dos en 1975 y uno en 1976.

### Partidos internacionales
| Partidos internacionales | Partidos internacionales | Partidos internacionales                | Partidos internacionales | Partidos internacionales | Partidos internacionales | Partidos internacionales | Partidos internacionales | Partidos internacionales | Partidos internacionales   |
| N.º                      | Fecha                    | Estadio                                 | Local                    | Resultado                | Visitante                | Goles                    | Asistencias              | DT                       | Competición                |
| ------------------------ | ------------------------ | --------------------------------------- | ------------------------ | ------------------------ | ------------------------ | ------------------------ | ------------------------ | ------------------------ | -------------------------- |
| 1                        | 4 de junio de 1975       | Estadio Centenario, Montevideo, Uruguay | Uruguay                  | 1-0                      | Chile                    |                          |                          | Pedro Morales            | Copa Juan Pinto Durán 1975 |
| 2                        | 25 de junio de 1975      | Estadio Santa Laura, Santiago, Chile    | Chile                    | 1-3                      | Uruguay                  |                          |                          | Pedro Morales            | Copa Juan Pinto Durán 1975 |
| 3                        | 6 de octubre de 1976     | Estadio Nacional, Santiago, Chile       | Chile                    | 0-0                      | Uruguay                  |                          |                          | Caupolicán Peña          | Copa Juan Pinto Durán 1976 |
| Total                    | Total                    | Total                                   | Presencias               | 3                        | Goles                    | 0                        |                          |                          |                            |

| Selección chilena | Selección chilena | Selección chilena |
| Año               | Partidos          | Goles             |
| ----------------- | ----------------- | ----------------- |
| 1975              | 2                 | 0                 |
| 1976              | 1                 | 0                 |
| Total             | 3                 | 0                 |

## Estadísticas

### Clubes
| Club               | País  | Año       |
| ------------------ | ----- | --------- |
| Santiago Morning   | Chile | 1972-1975 |
| Unión Española     | Chile | 1976-1977 |
| O'Higgins          | Chile | 1978-1979 |
| Green Cross-Temuco | Chile | 1980      |

## Palmarés

### Títulos nacionales
| Título           | Club             | País  | Año  |
| ---------------- | ---------------- | ----- | ---- |
| Segunda División | Santiago Morning | Chile | 1974 |
| Primera División | Unión Española   | Chile | 1977 |

### Distinciones individuales
| Distinción                              | Año  |
| --------------------------------------- | ---- |
| Goleador de Primera División (27 goles) | 1975 |